# Mentha gattefossei
La Mentha gattefossei MAIRE, detta comunemente menta francese, è una pianta erbacea perenne, appartenente alla famiglia delle Lamiaceae.
È una piccola menta che assomiglia alla Mentha cervina per portamento. Può essere coltivata in terriccio umido e leggero.